# Alcmena amabilis
Alcmena amabilis är en spindelart som beskrevs av Koch C.L. 1846. Alcmena amabilis ingår i släktet Alcmena och familjen hoppspindlar. Inga underarter finns listade i Catalogue of Life.